# 吴守中 (明朝)
吴守中（？年—？年），河南懷慶府河内縣人。明朝政治人物，正德甲戌進士。

## 生平
祖父吴维，浙江平阳人，中应天乡试，成化間任温县教谕，致仕終老于河内，子吴道宁，官至山西按察司副使。道宁生五子：守誠、守敬、守中、守和、守经。守中为第三子，正德五年中举，九年（1514年）登甲戌科進士。历官兵部职方司郎中，嘉靖元年（1522年）官至廣平府知府。